# Faro Punta Bajos
El Faro Punta Bajos es un faro no habitado de la Armada Argentina que se encuentra en la ubicación 42°23′00″S 63°37′00″O / -42.38333, -63.61667  sobre la punta Bajos (de la caleta Valdés) en la península Valdés, Departamento Biedma, en la Provincia del Chubut, Patagonia Argentina.
El faro fue librado al servicio el día 12 de octubre de 1927. Originariamente era una torre de hierro negra, de forma troncopiramidal de 28 metros de altura, con plataforma superior, garita con equipo luminoso y barandilla. El 23 de enero de 1985 fue reemplazado su antiguo equipo luminoso a gas acetileno por energía solar fotovoltaica, instalación compuesta por paneles solares y baterías, logrando un alcance de 21 millas. Desde principios del año 2001, su estructura fue transformada en una típica torre de radiofaro de 12 metros de elevación y con un alcance luminoso de 13,5 millas náuticas.